# Малоурманські черевички
Малоу́рманські череви́чки — ботанічна пам'ятка природи місцевого значення в Україні. Розташована в межах Тернопільського району Тернопільської області, на південь від села Урмань, у межах лісового урочища «Урмань», на схилі південно-східної експозиції. 
Площа — 2,7 га. Оголошені об'єктом природно-заповідного фонду рішенням Тернопільської обласної ради від 23 грудня 2005 року № 519. Перебувають у відані державного підприємства «Бережанське лісомисливське господарство» (Урманське лісництво, кв. 55, вид. 2). 
Резерват лісової трав'янистої флори. Місце зростання та відновлення зозулиних черевичок справжніх, любки дволистої — видів рослин, занесених до Червоної книги України.